# Louis Théodore Frederic Colladon
Louis Théodore Frederic Colladon (25 de agosto de 1792 - 25 de abril de 1862 ) fue un médico, y botánico suizo, que publicó en 1816 una monografía sobre el género Cassia L..

## Biografía
Estudió medicina en la Universidad de Montpellier, donde uno de los instructores era el botánico Augustin Pyramus de Candolle. Tras graduarse, se inició en la práctica médica en París. Como facultativo, se distinguió en el tratamiento de pacientes de cólera durante la epidemia de 1832.
Hizo experiencias de cruzamientos (premendelianos) entre variedades de colores de flores de una misma especie vegetal y una historia que implicaba el descenso en una campana de buceo publicado en inglés como "Narrative of a descent in the diving-bell, &c. &c." (Edimburgo: impreso para A. Constable, 1821).

## Algunas publicaciones

### Libros
- 1816. Histoire naturelle et médicale des casses, et particulièrement de la casse et des sénés employés en médecine. Ed. Martel. 140 pp. en línea

## Honores

### Epónimos
Géneros
- (Apiaceae) Colladonia DC.[6]

- (Rubiaceae) Colladonia Spreng.[7]